# Рауль Браво
Рауль Браво (ісп. Raúl Bravo, нар. 14 квітня 1981, Гандія) — іспанський футболіст, захисник. Виступав, зокрема, за «Реал Мадрид», а також національну збірну Іспанії.
Дворазовий чемпіон Іспанії. Володар Суперкубка Іспанії. Дворазовий чемпіон Греції. Володар Кубка Греції. Володар Суперкубка Греції. Переможець Ліги чемпіонів УЄФА. Володар Суперкубка УЄФА. Володар Міжконтинентального кубка.

## Клубна кар'єра

### «Реал Мадрид»
Народився 14 квітня 1981 року в місті Гандія. Починав грати в футбол в командах «Пальма» і «Гандіа». У 16 років приєднався до юнацької команди мадридського «Реала», де провів близько трьох років. Потім грав за «Реал Мадрид C» і «Реал Мадрид Б» в четвертому і третьому дивізіонах відповідно.
У першій команді дебютував 6 жовтня 2001 року в матчі проти клубу «Атлетік Більбао» на «Сантьяго Бернабеу» (2:0), отримавши шанс проявити себе у зв'язку з викликом ряду основних гравців у національні збірні. Почав тренуватися з першою командою, керованою тоді Вісенте Дель Боске. У тому ж сезоні із командою Рауль став переможцем Ліги чемпіонів УЄФА та володарем Суперкубка УЄФА, а наступного року здобув і Міжконтинентальний кубок, але на поле виходив вкрай рідко.
На початку 2003 році був відданий в оренду в англійський «Лідс Юнайтед», де не зміг проявити себе, провівши лише п'ять матчів у Прем'єр-лізі до кінця сезону. Після повернення в «Реал» на сезон 2003/04 новий тренер «вершкових» португалець Карлуш Кейрош перевів Рауля Браво з його рідної позиції лівого захисника, де іспанець не міг конкурувати із зірковим Роберто Карлосом, на позицію центрального захисника, яка звільнилась після уходу капітана клубу Фернандо Єрро. В результаті Рауль Браво став основним лівим центральним захисником мадридців у побудові 5–3–2, провівши за сезон 32 матчі в Ла Лізі та 10 в Лізі чемпіонів, а також зігравши в обох матчах на Суперкубок Іспанії 2003 року проти «Мальорки», здобувши свій перший трофей як основний гравець. Його хороші результати призвели до того, що в кінці сезону він був обраний для участі в чемпіонаті Європи у складі збірної.
Втім Суперкубок так і лишився єдиним трофеєм у сезоні, оскільки в Лізі чемпіонів клуб сенсаційно вилетів у чвертьфіналі від «Монако», так само сенсаційно команда програла і фінал Кубка Іспанії, поступившись скромній «Сарагосі», а у чемпіонаті «Реал» взагалі посів незвично низьке 4 місце, в результаті чого в травні 2004 року Кейрош був звільнений, а його наступники змінили тактичну модель команди і Рауль Браво знову став запасним гравцем, провівши у цьому статусі ще три роки. Протягом цих років виборов титул чемпіона Іспанії у своєму останньому сезоні в клубі (2006/07), але зіграв у тому турнірі лише 8 ігор. Загалом же за увесь час у своєму рідному клубі Рауль Браво зіграв 133 матчі в усіх турнірах і забив 4 голи.

### «Олімпіакос»
У серпні 2007 року Браво підписав чотирирічний контракт з грецьким «Олімпіакосом», сума трансферу склала 2,3 мільйонів євро, а гравець отримав щорічну зарплату у розмірі 1,3 млн євро. Незважаючи на те, що значну частину сезону Рауль пропустив через травму, в першому ж сезоні в Греції він виграв «золотий дубль», зігравши в тому числі і в переможному фіналі Кубка.
У сезоні 2008/09 головним тренером пірейців став співвітчизник Рауля Ернесто Вальверде, з яким у захисника не склались стосунки, в результаті чого тренер навіть вигнав гравця після сварки на одному з тренувань у листопаді 2008 року. В результаті у січневе трансферне вікно 2009 року захисник перейшов на правах оренди в «Нумансію», де зіграв 6 матчів, так і не зумівши врятувати команду від вильоту з Прімери, після чого повернувся до Греції.
Після уходу Вальверде Рауль Браво закріпився в основі «Олімпіакоса» на сезон 2009/10, витіснивши більш досвідченого Дідьє Домі, втім команда виступала вкрай невдало і не здобула жодного трофею. Як підсумок 2010 року до команди повернувся Вальверде і іспанський захисник знову став запасним гравцем. Зігравши лише 18 матчів у Суперлізі 2010/11, яка завершилась золотими нагородами для команди, у травні 2011 року в віці 30 років Рауль Браво покинув грецький колектив.

### Подальша кар'єра
31 серпня 2011 року Браво повернувся до Мадрида, підписавши контракт із «Райо Вальєкано», який щойно вийшов до Прімери. У команді він ледве входив у плани головного тренера Хосе Сандоваля, що разом із низкою травм, які гравець зазнав, призвело до того, що Рауль Браво зіграв лише у шести іграх чемпіонату і наприкінці того сезону клуб не продовжив контракт з гравцем.
У серпні 2012 року він підписав однорічний контракт з бельгійським клубом «Беєрсхот», в якому теж основним гравцем не став і провівши один сезон повернувся на батьківщину, де 2 серпня 2013 року підписав контракт з «Кордовою». Там футболіст став стабільно виходити на поле, зігравши у 29 іграх Сегунди, за результатами яких команда потрапила у плей-оф. У цих вирішальних матчах Рауль Браво забив гол у півфінальному матчі з «Мурсією» (2:1), завдяки якому його команда вийшла у фінал. Там у другому матчі проти «Лас-Пальмаса» (1:1) Браво теж взяв участь і допоміг своїй команді вперше за 42 роки вийти до іспанської Прімери. Втім сам футболіст у Прімері вже більше не зіграв, оскільки 23 серпня 2014 року «Кордова» та гравець домовились про розірвання контракту.
Натомість іспанський футболіст повернувся до вищого дивізіону Греції, де виступав за команду «Верія», а завершував кар'єру у нижчоліговому «Арісі», після чого 1 липня 2017 року оголосив про завершенні професіональної кар'єри.
28 травня 2019 року Браво заарештували за звинуваченням у приналежності до злочинної організації, причетної до корупції та відмивання грошей. Розслідування стосувалося договірних матчів під час кампаній 2016–17 та 2017–18 років ставки на які робилися в Україні та Азії.

## Виступи за збірні
1998 року дебютував у складі юнацької збірної Іспанії (U-16), виграв у її складі турнір у Алгарве. У складі збірної до 17 років грав на міжнародному турнірі в Німбурку, забивши два голи в трьох матчах. Загалом на юнацькому рівні взяв участь у 13 іграх, відзначившись 3 забитими голами.
2002 року залучався до складу молодіжної збірної Іспанії. На молодіжному рівні зіграв у 3 офіційних матчах.
21 серпня 2002 року дебютував в офіційних іграх у складі національної збірної Іспанії в товариському матчі проти Угорщини (1:1), вийшовши в основному складі і на 61 хвилині був замінений на Агустіна Арансабаля.
У складі збірної був учасником чемпіонату Європи 2004 року у Португалії, на якому іспанці несподівано не вийшли з групи. Сам Рауль зіграв всі три гри на груповій стадії турніру, проти Росії (1:0), Греції (1:1) та Португалії (0:1). Відтоді він більше не викликався до збірної. Всього зіграв за збірну 14 матчів.

## Статистика виступів

### Статистика клубних виступів
| Сезон                     | Команда                   | Чемпіонат                 | Чемпіонат | Чемпіонат | Національний кубок | Національний кубок | Національний кубок | Континентальні кубки | Континентальні кубки | Континентальні кубки | Інші змагання | Інші змагання | Інші змагання | Усього | Усього |
| Сезон                     | Команда                   | Ліга                      | Ігор      | Голів     | Ліга               | Ігор               | Голів              | Ліга                 | Ігор                 | Голів                | Ліга          | Ігор          | Голів         | Ігор   | Голів  |
| ------------------------- | ------------------------- | ------------------------- | --------- | --------- | ------------------ | ------------------ | ------------------ | -------------------- | -------------------- | -------------------- | ------------- | ------------- | ------------- | ------ | ------ |
| 2000–01                   | «Реал Мадрид Б»           | СДБ (III)                 | 7         | 0         | -                  | -                  | -                  | -                    | -                    | -                    | -             | -             | -             | 7      | 0      |
| 2001–02                   | «Реал Мадрид Б»           | СДБ (III)                 | 27+6      | 2         | -                  | -                  | -                  | -                    | -                    | -                    | -             | -             | -             | 33     | 2      |
| Усього за «Реал Мадрид Б» | Усього за «Реал Мадрид Б» | Усього за «Реал Мадрид Б» | 34+6      | 2         |                    | -                  | -                  |                      | -                    | -                    |               | -             | -             | 40     | 2      |
| 2001–02                   | «Реал Мадрид»             | ПД                        | 6         | 0         | КІ                 | 4                  | 0                  | ЛЧ                   | 4                    | 0                    | СІ            | 0             | 0             | 14     | 0      |
| 2002-січ. 2003            | «Реал Мадрид»             | ПД                        | 2         | 1         | КІ                 | 6                  | 0                  | ЛЧ                   | 2                    | 0                    | СУ+МКК        | 0             | 0             | 10     | 1      |
| січ.-черв. 2003           | «Лідс Юнайтед»            | ПЛ                        | 5         | 0         | КА+КЛ              | 1+0                | 0                  | -                    | -                    | -                    | -             | -             | -             | 6      | 0      |
| 2003–04                   | «Реал Мадрид»             | ПД                        | 32        | 1         | КІ                 | 9                  | 0                  | ЛЧ                   | 10                   | 0                    | СІ            | 2             | 0             | 53     | 1      |
| 2004–05                   | «Реал Мадрид»             | ПД                        | 14        | 0         | КІ                 | 4                  | 0                  | ЛЧ                   | 3                    | 0                    | -             | -             | -             | 23     | 0      |
| 2005–06                   | «Реал Мадрид»             | ПД                        | 15        | 2         | КІ                 | 4                  | 0                  | ЛЧ                   | 3                    | 0                    | -             | -             | -             | 22     | 2      |
| 2006–07                   | «Реал Мадрид»             | ПД                        | 8         | 0         | КІ                 | 4                  | 0                  | ЛЧ                   | 1                    | 0                    | -             | -             | -             | 13     | 0      |
| Усього за «Реал Мадрид»   | Усього за «Реал Мадрид»   | Усього за «Реал Мадрид»   | 77        | 4         |                    | 31                 | 0                  |                      | 23                   | 0                    |               | 2             | 0             | 133    | 4      |
| 2007–08                   | «Олімпіакос»              | СЛ                        | 7         | 0         | КН                 | 2                  | 0                  | ЛЧ                   | 3                    | 0                    | СГ            | 0             | 0             | 12     | 0      |
| 2008-січ. 2009            | «Олімпіакос»              | СЛ                        | 6         | 0         | КН                 | 0                  | 0                  | ЛЧ+КУЄФА             | 0                    | 0                    | -             | -             | -             | 6      | 0      |
| січ.-черв. 2009           | «Нумансія»                | ПД                        | 6         | 0         | КІ                 | -                  | -                  | -                    | -                    | -                    | -             | -             | -             | 6      | 0      |
| 2009–10                   | «Олімпіакос»              | СЛ                        | 26+6      | 0         | КН                 | 1                  | 0                  | ЛЧ                   | 12                   | 0                    | -             | -             | -             | 45     | 0      |
| 2010–11                   | «Олімпіакос»              | СЛ                        | 18        | 0         | КН                 | 2                  | 0                  | ЛЄ                   | 2                    | 0                    | -             | -             | -             | 22     | 0      |
| Усього за «Олімпіакос»    | Усього за «Олімпіакос»    | Усього за «Олімпіакос»    | 57+6      | 0         |                    | 5                  | 0                  |                      | 17                   | 0                    |               | 0             | 0             | 85     | 0      |
| 2011–12                   | «Райо Вальєкано»          | ПД                        | 6         | 0         | КІ                 | 1                  | 0                  | -                    | -                    | -                    | -             | -             | -             | 7      | 0      |
| 2012–13                   | «Беєрсхот»                | Л1                        | 11+1      | 0         | КБ                 | 0                  | 0                  | -                    | -                    | -                    | -             | -             | -             | 12     | 0      |
| 2013–14                   | «Кордова»                 | СД (ІІ)                   | 29+2      | 0+1       | КІ                 | 0                  | 0                  | -                    | -                    | -                    | -             | -             | -             | 31     | 1      |
| 2014–15                   | «Верія»                   | СЛ                        | 23        | 1         | КН                 | 2                  | 0                  | -                    | -                    | -                    | -             | -             | -             | 25     | 1      |
| 2015-січ. 2016            | «Аріс»                    | ГЕ (ІІІ)                  | 10        | 0         | КН                 | 0                  | 0                  | -                    | -                    | -                    | -             | -             | -             | 10     | 0      |
| січ.-черв. 2016           | «Верія»                   | СЛ                        | 6         | 0         | КН                 | -                  | -                  | -                    | -                    | -                    | -             | -             | -             | 6      | 0      |
| Усього за «Верію»         | Усього за «Верію»         | Усього за «Верію»         | 29        | 1         |                    | 2                  | 0                  |                      | -                    | -                    |               | -             | -             | 31     | 1      |
| 2016–17                   | «Аріс»                    | ФЛ (ІІ)                   | 14        | 1         | КН                 | 2                  | 0                  | -                    | -                    | -                    | -             | -             | -             | 16     | 1      |
| Усього за «Аріс»          | Усього за «Аріс»          | Усього за «Аріс»          | 24        | 1         |                    | 2                  | 0                  |                      | -                    | -                    |               | -             | -             | 26     | 1      |
| Усього за кар'єру         | Усього за кар'єру         | Усього за кар'єру         | 278+9     | 8+1       |                    | 42                 | 0                  |                      | 40                   | 0                    |               | 2             | 0             | 377    | 9      |

### Статистика виступів за збірну
| Дата       | Місто     | Господарі | Результат | Гості             | Турнір             | Голи | Примітки |
| ---------- | --------- | --------- | --------- | ----------------- | ------------------ | ---- | -------- |
| 21-8-2002  | Будапешт  | Угорщина  | 1 – 1     | Іспанія           | товариський матч   | -    | 61'      |
| 7-9-2002   | Афіни     | Греція    | 0 – 2     | Іспанія           | Відбір до ЧЄ 2004  | -    |          |
| 12-10-2002 | Альбасете | Іспанія   | 3 – 0     | Північна Ірландія | Відбір до ЧЄ 2004  | -    |          |
| 16-10-2002 | Логроньо  | Іспанія   | 0 – 0     | Парагвай          | товариський матч   | -    | 46'      |
| 20-11-2002 | Гранада   | Іспанія   | 1 – 0     | Болгарія          | товариський матч   | -    |          |
| 2-4-2003   | Леон      | Іспанія   | 3 – 0     | Вірменія          | Відбір до ЧЄ 2004  | -    |          |
| 30-4-2003  | Мадрид    | Іспанія   | 4 – 0     | Еквадор           | товариський матч   | -    | 46'      |
| 7-6-2003   | Сарагоса  | Іспанія   | 0 – 1     | Греція            | Відбір до ЧЄ 2004  | -    |          |
| 18-2-2004  | Барселона | Іспанія   | 2 – 1     | Перу              | товариський матч   | -    | 46'      |
| 28-4-2004  | Генуя     | Італія    | 1 – 1     | Іспанія           | товариський матч   | -    |          |
| 5-6-2004   | Хетафе    | Іспанія   | 4 – 0     | Андорра           | товариський матч   | -    | 46'      |
| 12-6-2004  | Фару      | Іспанія   | 1 – 0     | Росія             | ЧЄ 2004 - 1-й етап | -    |          |
| 16-6-2004  | Порту     | Греція    | 1 – 1     | Іспанія           | ЧЄ 2004 - 1-й етап | -    |          |
| 20-6-2004  | Лісабон   | Іспанія   | 0 – 1     | Португалія        | ЧЄ 2004 - 1-й етап | -    |          |
| Усього     |           | Матчів    | 14        |                   | Голів              | 0    |          |

## Титули і досягнення
- Чемпіон Іспанії (2):

«Реал Мадрид»: 2002–03, 2006–07
- Володар Суперкубка Іспанії (1):

«Реал Мадрид»: 2003
- Чемпіон Греції (2):

«Олімпіакос»: 2007–08, 2010–11
- Володар Кубка Греції (1):

«Олімпіакос»: 2007–08
- Володар Суперкубка Греції (1):

«Олімпіакос»: 2007
- Переможець Ліги чемпіонів УЄФА (1):

«Реал Мадрид»: 2001–02
- Володар Суперкубка УЄФА (1):

«Реал Мадрид»: 2002
- Володар Міжконтинентального кубка (1):

«Реал Мадрид»: 2002